# Bicqueley
Bicqueley település Franciaországban, Meurthe-et-Moselle megyében. Lakosainak száma 927 fő (2022. január 1.). Bicqueley Chaudeney-sur-Moselle, Gye, Moutrot, Ochey, Pierre-la-Treiche, Sexey-aux-Forges és Toul községekkel határos.

## Népesség
A település népességének változása:
| Lakosok száma | 513  | 681  | 797  | 883  | 923  | 902  | 902  | 918  | 923  | 927  |
|               | 1968 | 1982 | 1990 | 2006 | 2013 | 2015 | 2017 | 2019 | 2020 | 2022 |